# Метелёв, Герман Селивёрстович
Герман Селивёрстович Метелёв (21  февраля 1938, Свердловск, РСФСР, СССР — 12 мая 2006, Екатеринбург, Россия) — советский и российский художник, живописец, монументалист, график, скульптор. Член Союза художников России, Заслуженный художник Российской Федерации, лауреат премии имени Г. С. Мосина и премии губернатора Свердловской области «За выдающиеся достижения в области литературы и искусства».

## Биография
Родился 21 февраля 1938 года в Свердловске в семье служащих.
С 1949 по 1952 годы учился в детской художественной школе (ныне — Детская художественная школа № 1 имени П. П. Чистякова).
С отличием окончил Свердловское художественное училище в 1957 году. Выпускник Ленинградского института имени И. Е. Репина (1963). Дипломная работа — картина «Весна», в 1964 году была напечатана в союзном журнале «Огонёк».
Работал в творческой мастерской Виктора Орешникова в 1963—1965 годах. Участник городских, областных, региональных, республиканских, всесоюзных, международных выставок с 1964 года. Член Союза Художников СССР с 1966 года.
В 1977—1982 годах преподавал в СХУ. В 1996 году стал лауреатом премии имени Г. С. Мосина. В 1999 году стал лауреатом премии губернатора Свердловской области. В 2003 году получил звание Заслуженного художника России.
Работы Германа Метелёва находятся в музеях Екатеринбурга, Челябинска, Читы, Владивостока, Оренбурга, Перми, Кургана, в частных коллекциях Швейцарии и Чехии.
Ушёл из жизни 12 мая 2006 года. Похоронен в деревне Волыны Свердловской области.

## Звания и награды
- 1996 — Лауреат премии имени Г. С. Мосина
- 2003 — Заслуженный художник Российской Федерации

## Семья
- Жена Зоя Малинина (1936—2011) — главный художник Свердловского театра юного зрителя
им. Ленинского комсомола (1967—1978)[1].
  - Дочь Анна Метелёва (род. 1963) — график, живописец. Окончила Свердловское художественное училище и Институт имени Репина. Живёт и работает в Екатеринбурге.

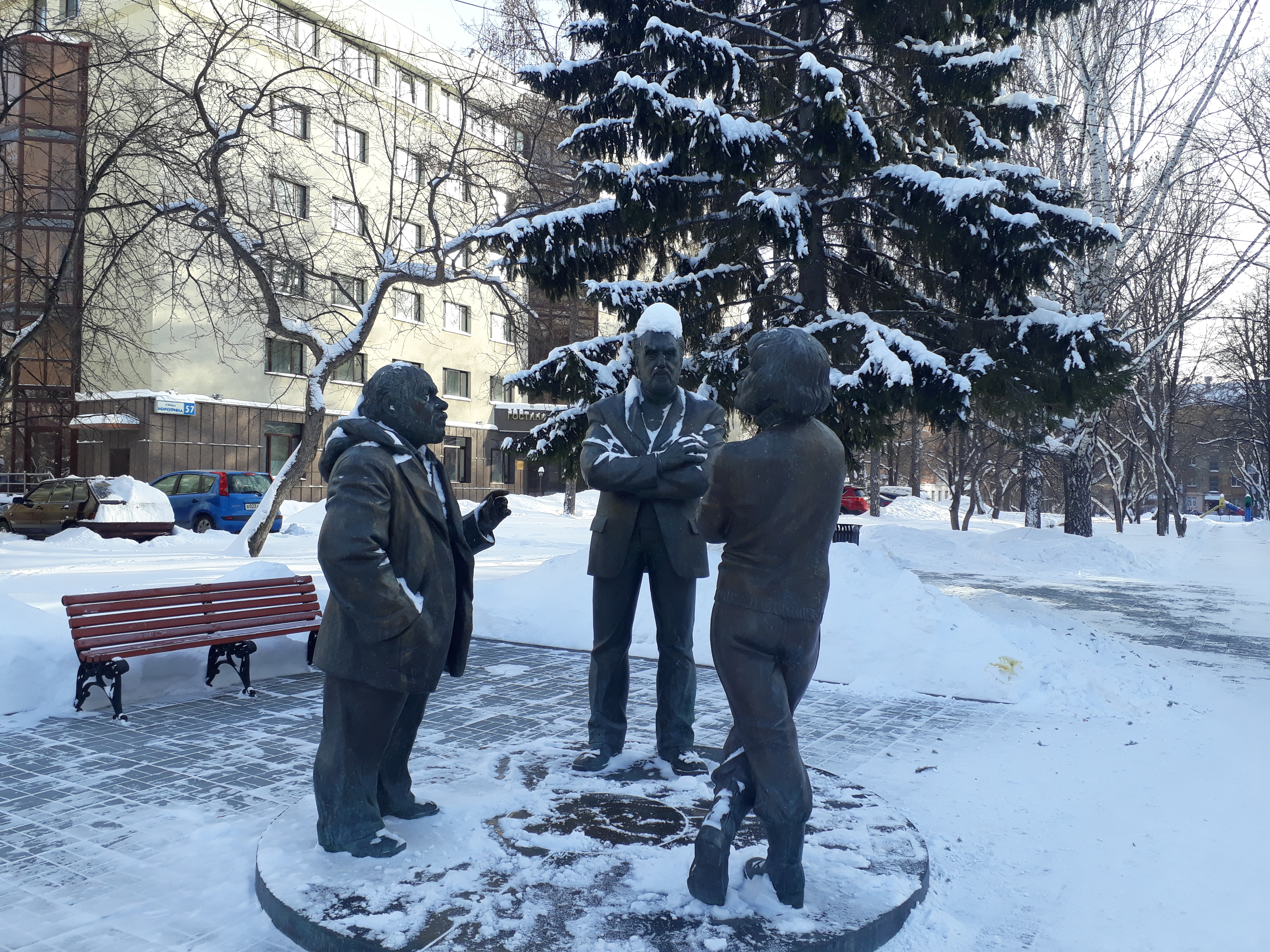
Андрей Антонов. «Горожане. Разговор». Бронза. 2008. Слева направо: Миша Брусиловский, Виталий Волович, Герман Метелёв.

## Скульптурная композиция «Горожане. Разговор»
В августе 2008 года, в екатеринбургском сквере, на пересечении Проспекта Ленина и улицы Мичурина, была установлена скульптурная композиция «Горожане. Разговор», работы скульптора Андрея Антонова (1944 — 2011). Композиция изображает трёх уральских художников — Мишу Брусиловского, Виталия Воловича и Германа Метелёва .